# City of Paris (schip, 1922)
De City of Paris was een passagiersschip dat in 1922 gebouwd is door de firma Swan Hunter in Sunderland. Na de tewaterlating kreeg het schip Glasgow als thuishaven. In de Tweede Wereldoorlog heeft de Britse overheid het schip gevorderd.
Op 16 mei 1940 voer het schip met 139 mensen aan boord over een zeemijn die gelegd was door de Duitse onderzeeër U-13. Bij de explosie kwam een persoon om. De City of Paris wist nog wel een veilige haven te bereiken, waarna het schip gerepareerd kon worden. In de rest van de oorlog werd het enkele malen gebruikt als troepenschip. Na de oorlog kreeg het schip weer zijn commerciële functie onder de vlag van Ellerman Lines. In 1946 werd de City of Paris uit de vaart genomen.